# Kławdij Foss

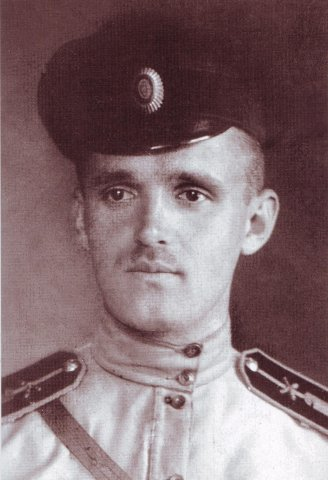

Kławdij Aleksandrowicz Foss, ros. Клавдий Александрович Фосс ps. "Wagner", "Walter" (ur. ?, zm. 11 listopada 1991 r. w Monachium) – rosyjski wojskowy (kapitan), współpracownik bułgarskiego ministerstwa wojny w okresie międzywojennym, współpracownik Abwehry podczas II wojny światowej, a następnie współpracownik amerykańskiego kontrwywiadu po 1945 r.
Brał udział w wojnie domowej w Rosji jako oficer Drozdowskiego Dywizjonu Artyleryjskiego. Doszedł do stopnia kapitana. W listopadzie 1920 r. wraz z wojskami Białych był ewakuowany z Krymu do Gallipoli. Na emigracji zamieszkał w Bułgarii. Wyznawał poglądy monarchistyczne. Wstąpił do III Oddziału Rosyjskiego Związku Ogólnowojskowego (ROWS). Był szefem kancelarii gen. Fiodora F. Abramowa. Po 1927 r. został jednym z kierowników tajnej organizacji kontrwywiadowczej działającej przeciw radzieckim szpiegom w ramach ROWS o nazwie Wewnętrzna Linia. Jednocześnie od 1925 r. współpracował z bułgarskim ministerstwem wojny. Mianowano go majorem rezerwy armii bułgarskiej. Został odznaczony kilkoma medalami wojskowymi i państwowymi za sukcesy w walce z miejscowymi organizacjami komunistycznymi, m.in. doprowadzając do aresztowania wielu ich czołowych działaczy (np. syna gen. F.F. Abramowa). Dlatego bułgarscy komuniści kilkakrotnie próbowali go zabić, ale bez skutku. Od 1938 r. przez komisję kierowaną przez gen. Abrama M. Dragomirowa i gen. Iwana Gieorgijowicza Erdelego były badane jego związki z gen. Nikołajem W. Skoblinem, który okazał się radzieckim szpiegiem w szeregach ROWS. Na zewnątrz wydostała się jednak informacja o jego kierowaniu bułgarskim oddziałem Wewnętrznej Linii, dlatego musiał z tego zrezygnować. Po ataku wojsk niemieckich na ZSRR 22 czerwca 1941 r., poprzez Bukareszt przybył jako ochotnik na front wschodni, ale Niemcy otrzymali na niego donos od przedstawicieli Narodowego Związku Pracujących (NTS). Aresztowano go i przywieziono do Berlina. Po interwencji płk. Kostowa z wywiadu bułgarskiego został wypuszczony na wolność, po czym rozpoczął współpracę z Abwehrą. Działał na okupowanym Krymie. Od stycznia do marca 1943 r. służył w Marine Einsatz Kommando des Schwarzes Meeres jako dowódca tzw. rosyjskiej grupy (ok. 20 emigrantów rosyjskich z Bułgarii), a następnie przy sztabie Grupy Armii "Południowa Ukraina". W 1944 r. powrócił do Bułgarii, gdzie służył w sofijskiej placówce Abwehry. Został odznaczony Żelaznym Krzyżem 2 klasy. Kiedy Bułgaria przeszła na stronę aliantów w poł. 1944 r., przyjechał do Niemiec. Po zakończeniu wojny zamieszkał pod fałszywym nazwiskiem Aleksandrow w okolicach Kempten (Allgäu) w Bawarii. Następnie przeniósł się do Monachium, gdzie współracował z amerykańskim kontrwywiadem.